# Moses McCormick
Pour les articles homonymes, voir McCormick.
Moses McCormick est un hyperpolyglotte et un youtubeur américain né le 12 mars 1981 à Akron et mort le 4 mars 2021 à Phoenix. Il est principalement connu sous le pseudonyme Laoshu505000 ou simplement Laoshu (du chinois : 老鼠 ; pinyin : lǎoshǔ, signifiant souris) sur sa chaîne de vidéos YouTube créée en octobre 2006.

## Biographie
Après avoir entamé des études de chinois à l'université d'État de l'Ohio et à l'université d'Akron, Moses McCormick les abandonne en 2008 pour devenir coach linguistique à Colombus,.
Autodidacte, il a développé sa propre méthode d'apprentissage de langues étrangères (la méthode Foreign Language Roadrunning ou FLR),.
Pour promouvoir les cours de langues qu'il dispense en ligne, il diffuse sur sa chaîne YouTube des vidéos filmées à l'aide d'une caméra GoPro cachée dans son chapeau durant lesquelles il échange dans différentes langues avec des locuteurs non-natifs de l'anglais. Pour cela, il engage la conversation avec des inconnus dans la rue ou des centres commerciaux,,. Plusieurs de ses vidéos sont devenus virales, notamment celles où il s'exprime en mandarin.
Après avoir étudié plus de 70 langues, il peut s'exprimer dans une cinquantaine d'entre elles dont une vingtaine couramment (notamment le mandarin, le cantonnais, le japonais, le coréen, le vietnamien, le somali, l'espagnol, le swahili, l'arabe ou bien encore le twi),,. L’une de ses dernières publications sur les réseaux sociaux montre ses progrès dans l'écriture du singhalais.
En mars 2021, sa chaîne YouTube totalise plus de 176 millions de vues.
Il meurt à Phoenix le 4 mars 2021 de complications liées à une maladie cardiovasculaire,.

### Source
- (en) Cet article est partiellement ou en totalité issu de l’article de Wikipédia en anglais intitulé « Moses McCormick » (voir la liste des auteurs).